# Cristian Souza
Cristian Souza, vollständiger Name Cristian Souza España, (* 28. August 1995 in Montevideo) ist ein uruguayischer Fußballspieler.

## Karriere
Der 1,71 Meter große Mittelfeldakteur Souza spielte im Jugendfußball 2012 in der Mannschaft der Quinta División für Central Español. Sowohl 2013 als auch 2014 gehörte er sowohl dem U-19-Team in der Cuarta División, als auch der Reserve in Tercera División an. Ab 2015 setzte er seine Karriere beim Club Atlético Rentistas in der Reserve (Formativas) der Tercera División fort. Sein Debüt in der Primera División feierte er in der Apertura 2015 am 19. Oktober 2015 bei der 0:1-Auswärtsniederlage gegen Peñarol Montevideo, als er von Trainer Valentín Villazán in der 66. Spielminute für Matías Mier eingewechselt wurde. In der Saison 2015/16 bestritt er 16 Erstligabegegnungen (kein Tor). Nach dem Abstieg seines Klubs am Saisonende schloss er sich im Juli 2016 den Danubio FC an, für den er in der Spielzeit 2016 fünf Erstligapartien (kein Tor) absolvierte. Ende Januar 2017 wurde er an Sud América ausgeliehen.